# Czarna Woda (Jaworki)

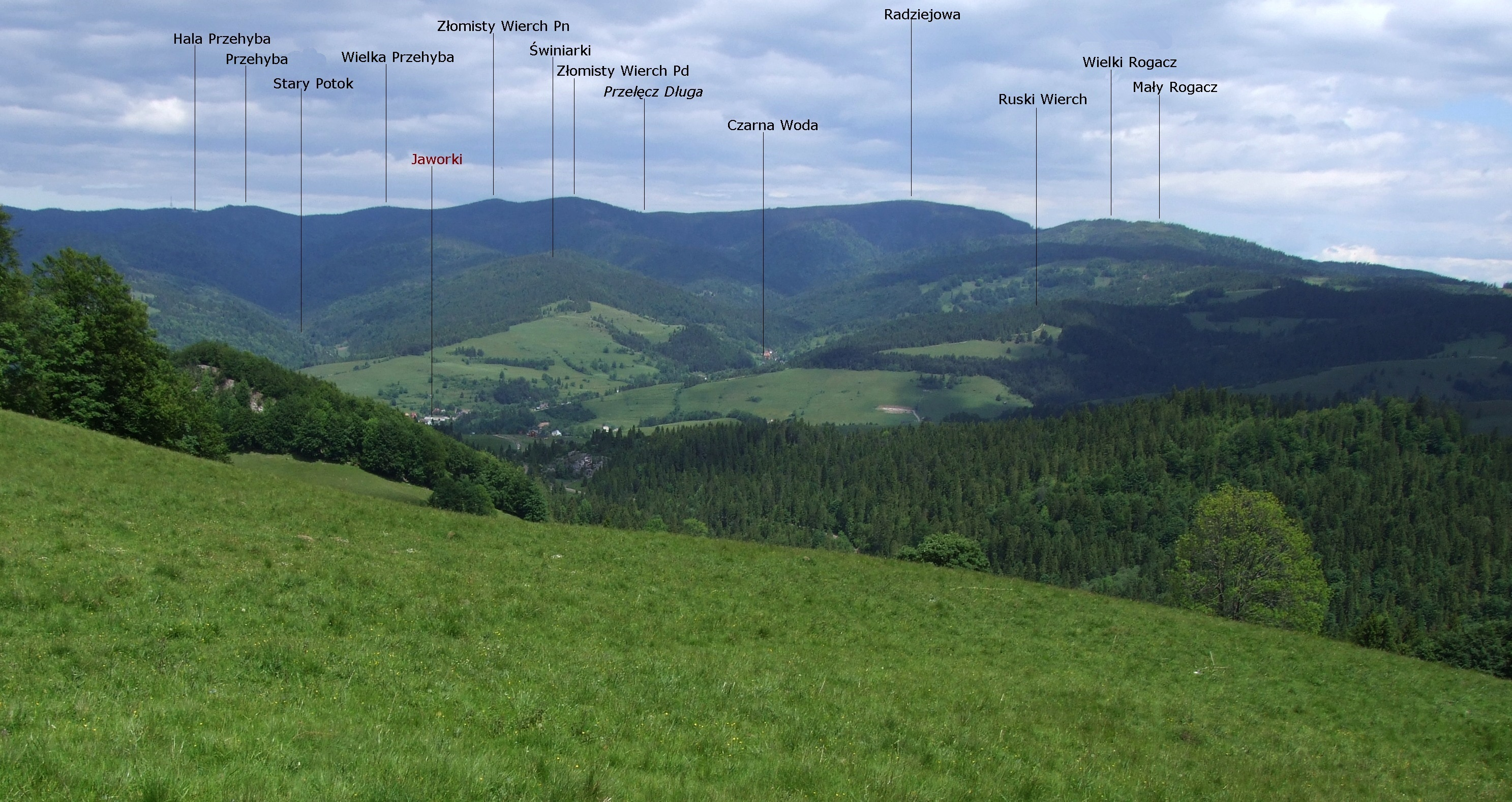
Dolina Czarnej Wody

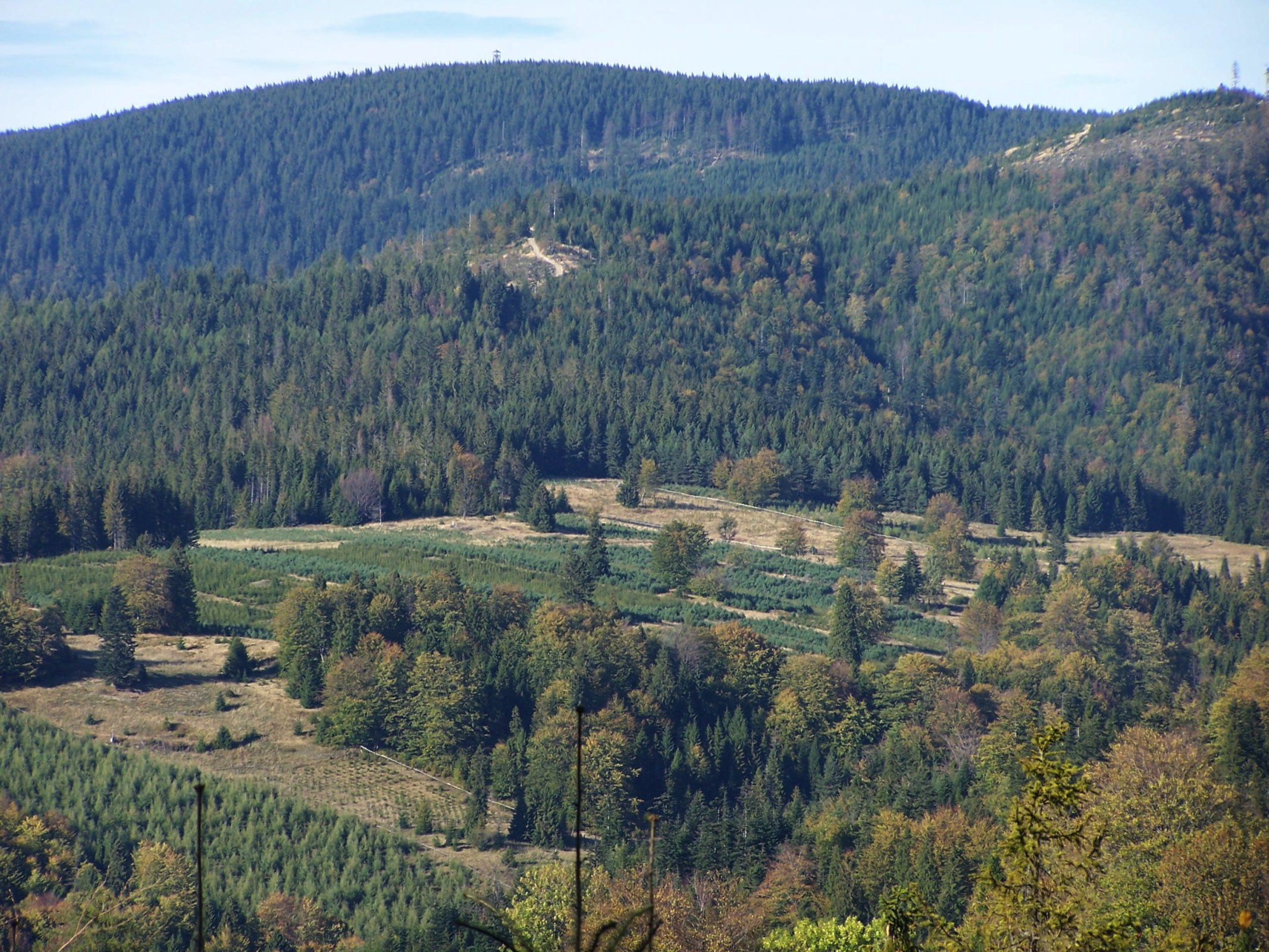
Pola uprawne w górnej części dawnej wsi, obecnie zalesiane

Czarna Woda (j. łemkowski Чорна Вода) – część wsi Jaworki w Polsce położona w województwie małopolskim, w powiecie nowotarskim, w gminie miejsko-wiejskiej Szczawnica.

## Położenie
Czarna Woda położona jest w Beskidzie Sądeckim, w kotlinie Czarnej Wody, jednego z głównych dopływów Grajcarka.
Od pozostałej części Łemkowszczyzny oddzielona jest przez pasmo Radziejowej, oraz zdominowaną przez polską ludność dolinę Popradu. Wskutek tego jej mieszkańcy podlegali silnym wpływom polskim i słowackim.

## Historia
Dawniej tereny te określano nazwą Rusi Szlachtowskiej.
Przed II wojną światową wieś zamieszkiwana była przez Rusinów Łemków.
Po II wojnie światowej jej mieszkańcy zostali wysiedleni, a zabudowania spalone. Obecnie tereny dawnej wsi Czarna Woda należą administracyjnie do wsi Jaworki, której rdzenni mieszkańcy  również zostali wysiedleni, a wieś  została  następnie zasiedlona powtórnie, głównie przez ludność ze Spisza i Podhala.
1 stycznia 2008 obszar Czarnej Wody został wyłączony spod administracji miasta Szczawnicy (w związku ze zmianą rodzaju gminy z miejskiego na miejsko-wiejski) i przyłączony do nowo powstałej (również wyłączonej ze Szczawnicy) wsi Jaworki, otrzymując ze względu na swoją historyczną wartość status części wsi.